# 南宫东站
南宫东站位于河北省邢台市南宫市段芦头镇，是京九铁路的一座火车站，等级为四等站，距北京西站343公里，距常平站1,972公里，本站及相邻上下行区间均为电气化区段。车站建于1996年，曾办理客运业务，目前仅办理货运业务。